# Max Eschig
Max Eschig est un éditeur de musique français d'origine tchèque, né à Troppau le 27 mai 1872 et mort à Paris le 3 septembre 1927.

## Biographie
Maximilian Eschig naît à Troppau (aujourd'hui Opava, en actuelle Tchéquie) le 27 mai 1872.
Après une association avec Schott à Mayence, il fonde sa propre maison d'édition musicale à Paris, en 1907,. Interné durant la Première Guerre mondiale comme ressortissant autrichien, il reprend ses activités à l'issue du conflit.
Spécialisé à l'origine dans les droits français de plusieurs opérettes viennoises, il se consacre ensuite à la musique de son temps.
Il meurt à Paris le 3 septembre 1927.

## Éditions Max Eschig
À la mort de Max Eschig, l'entreprise devient une société anonyme, dirigée par Eugène Cools, puis une société à responsabilité limitée sous le nom d'Éditions Max Eschig. À partir de 1936, elle est dirigée par Jean Marietti (1900-1977) et son frère Philippe Marietti (1905-1993), ce dernier assurant la direction générale entre 1940 et 1984. Après la mort de Jean Marietti en 1977, sa veuve Simone devient directrice.
Côté catalogue musical, les éditions Eschig rachètent les fonds Demets en 1921 et La Sirène musicale en 1942.
Les activités éditoriales se concentrent sur la musique française (Ravel, Satie, Milhaud, Poulenc, Honegger, Françaix), la musique d'Europe centrale (Szymanowski, Martinů, Tansman), la musique d'Espagne et d'Amérique latine (de Falla, Albéniz, Rodrigo, Villa-Lobos) ainsi qu'un important catalogue de musique pour guitare.
En 1996, la société avait ainsi publié 9 300 titres et en avait acquis 10 000 autres en comptant les acquisitions de Demets, Broussan & Cie, Jane Vieu, La Sirène Musicale et Georges Sporck.
En 1987, le fonds Eschig est repris par Durand,.
Parmi les compositeurs publiés par Eschig, outre de Falla, Koechlin, Martinů, Milhaud, Poulenc, Ravel, Satie, Szymanowski, Tansman, Tournemire et Villa-Lobos, figurent aussi Auric, Charpentier, Delannoy, Halffter, Harsányi, Honegger, Inghelbrecht, Mihalovici, Nin, Brouwer et Ricardo Castillo, ou plus récemment Bechara El-Khoury, Joshua Fineberg, Juan Guinjoán, Sukhi Kang, Antoine Tisné, Ezequiel Viñao et Adrian Williams.